# Route nationale 999
Die Route nationale 999, kurz N 999 oder RN 999, ist eine ehemalige französische Nationalstraße. Ihr Name lautet vor Ort Route de la Brie.
1976 wurde die Straße als Verbindung zwischen der früheren Autoroute A199 und der Autoroute A 4 im Gemeindegebiet von Noisiel erbaut. In dieser Zeit wurde die Straße unter dem Namen Voie primaire Ouest geführt. 1981 wurde die N 999 in die Route nationale 499 umgewidmet.
2006 wurde die A199 in die Route départementale 199 und die N 499, vormals N 999, in die Route départementale 499 herabgestuft.